# فرناندو كارفالو
فرناندو كارفالو (بالإسبانية: Fernando Carvallo)‏ هو مدرب كرة قدم ولاعب كرة قدم تشيلي في مركز الوسط، ولد في 24 سبتمبر 1948 في سانتياغو في تشيلي. لعب مع نادي أونيفرسيداد كاتوليكا ونادي قادش ويونيون إسبانيولا.